# Paraíso, canto sexto

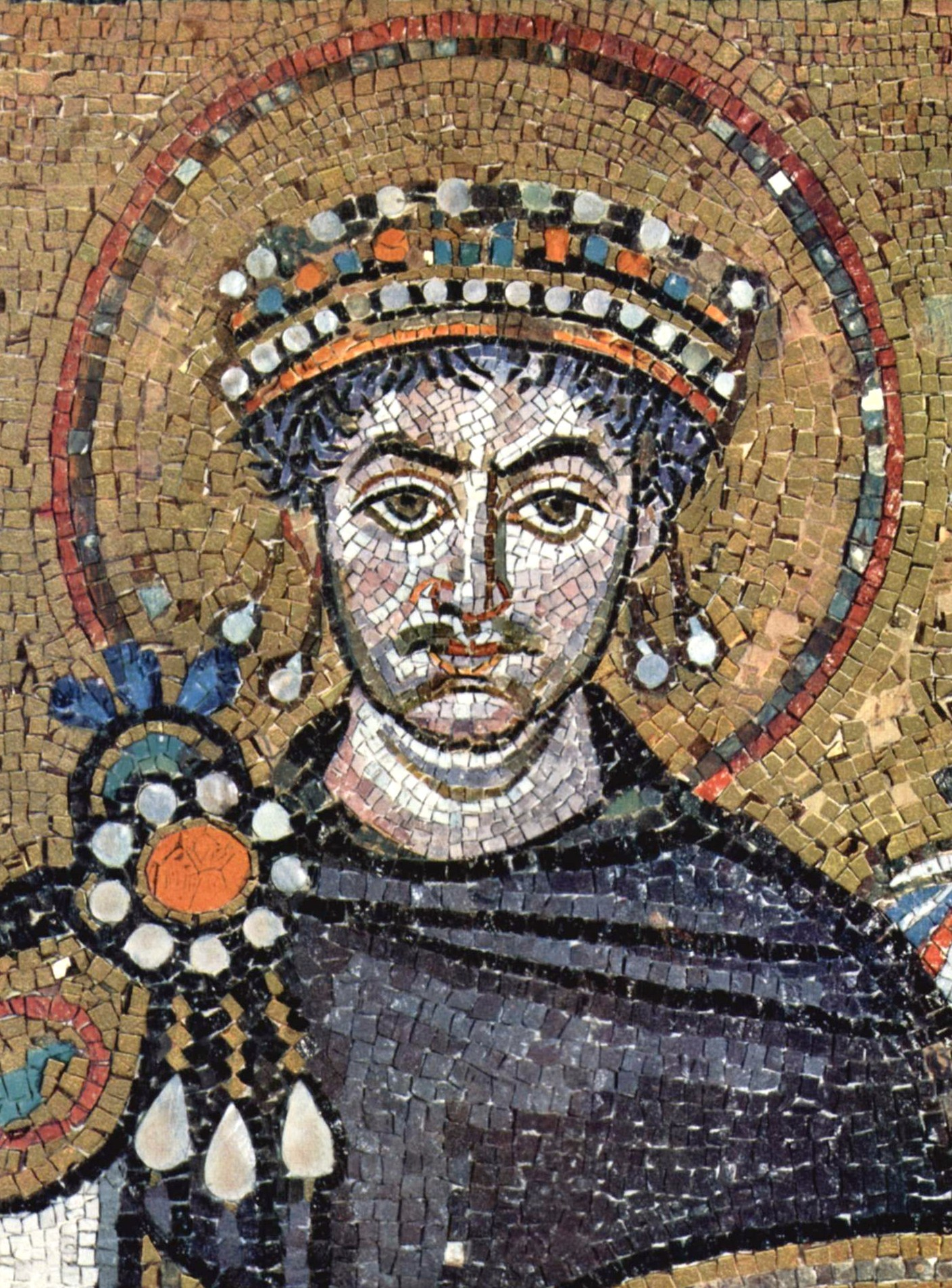
El canto X comprende un largo discurso del emperador Justiniano.

El canto sexto del Paraíso de Dante Alighieri se desarrolla en el cielo de Mercurio, donde residen las almas de quienes actuaron para conseguir fama y honores terrenos. Nos encontramos en la mañana de 13 de abril de 1300, o según otros análisis, la del 30 de marzo de 1300. El canto se caracteriza por estar compuesto en gran medida por una larga e ininiterrumpida intervención del emperador Justiniano, que refiere la historia del Imperio romano en clave cristiana.

## Síntesis
El alma a la cual Dante se dirigió en el canto precedente preguntándole quién y por qué se encontraba en ese lugar es la de Justiniano, uno de los espíritus que hicieron el bien para alcanzar la gloria terrena. El exemperador habla de su vida y del poder imperial imperiale (simbolizado por el águila), y explica que el Imperio romano fue deseado por Dios por tratarse del instrumento de la redención y lamentando su decadencia (en tiempos de Dante), debido a las luchas entre güelfos y gibelinos. Tras su discurso, le presenta a Dante Romeo de Villanova.

## Análisis

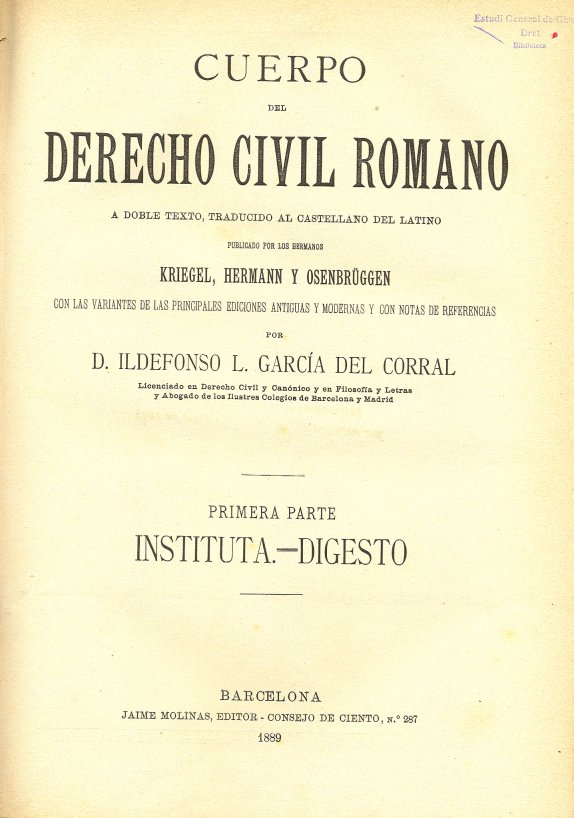
Justiniano compiló el Corpus Iuris Civilis.

### Justiniano
(vv. 1-27) El emperador Justiniano habla de su vida y de cómo el águila imperial terminó en sus manos después de doscientos años, Costantino la transfirió de Roma a Bizancio. 
El alma de Justiniano recuerda los eventos lo marcaron con más fuerza su existencia terrena. En vida, reorganizó y enriqueció las leyes romanas en el Corpus Iuris Civilis, se convirtió al cristianismo e hizo posible que su reino se expandiera gracias a las acciones militares de Belisario, su general delegado.

### Historia y función del Imperio
(vv. 28-96) Esta sección del canto consiste en una digresión de Justiniano sobre la historia del Imperio. Durante más de trescientos años el águila imperial permaneció en Alba Longa, pasando luego a los romanos, que la conservaron tanto durante el periodo monárquico como republicano, para luego alcanzar la era imperial propiamente dicha con Julio César, quien conquistó nuevas tierras. 
A continuación, cuenta Justiniano, el águila pasó a otros emperadores: de Augusto, quien logró la paz tras años y años de guerra, a Tiberio, bajo cuyo reino murió Jesús para salvar a la humanidad. Por último, la "señal" llegó a Carlomagno, quien se consagró a defenderlo de las amenazas de los lombardos.

En este canto es protagonista la simbología del águila heráldica romana.

### La crítica a los güelfos y a los gibelinos
(vv. 97-111) Habiendo comprendido la sacralidad del águila, según el espíritu, no tiene dificultades a la hora de entender el sinsentido de las luchas entre güelfos y gibelinos. Los primeros apoyan al papa y quieren reemplazar al águila por las flores amarillas símbolo de Francia y de los angevinos, mientras que los otros quieren "robar" la insignias imperiales para reducirlas a la marca de una facción política.

### Las almas de Mercurio
(vv. 112-126) Justiniano explica que las almas situadas en el cielo de Mercurio son las de quienes en vida actuaron bien para obtener gloria e fama. Por no haberse dirigido directamente al bien divino, ocupan un cielo tan bajo con respecto al Empíreo, lo cual empero no significa que su felicidad sea imperfecta.

### Romeo de Villanova
(vv. 127-142) Justiniano le presenta a Dante el alma de Romeo de Villanova, un humilde peregrino que se hizo confidente del conde Ramón Berenguer V de Provenza. Debido algunas denuncias falsas e infames, el conde lo expulsó, por lo que se vio obligado a pasar la vejez en la miseria y a purgar una pena por una traición no cometida. Si la gente supiese con cuanta dignidad mendigaba su alimento, lo admirarían más de lo que ya lo hacen.

## Temas y contenidos

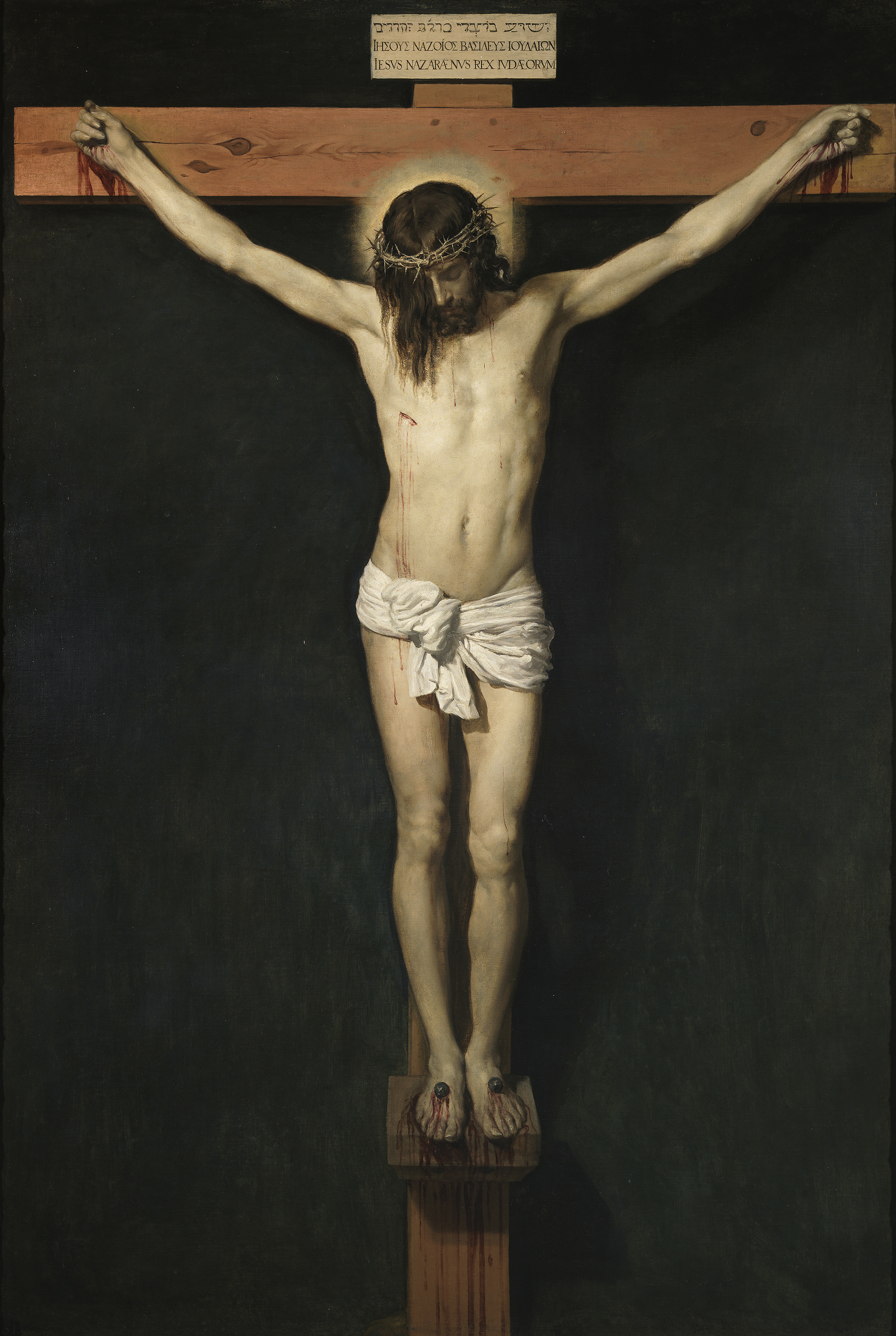
Según el discurso de Justiniano, la Crucifixión de Cristo estructura y da sentido a la historia humana.

Dante continua la "tradición" según la cual el sexto canto de las cánticas de La Divina Comedia abordan un argumento político. En este punto concluye el clímax ascendente que había iniciado: en el Infierno, el autor habla junto a Ciacco de la corrupción y de la desvergüenza que recorren a Florencia la cual, siendo una ciudad, constituye especialmente un núcleo más bien estrecho. Luego, en el Purgatorio la perspectiva de Dante se amplía y discute con Sordello sobre como Italia ha sido abandonada tanto por el poder espiritual como temporal. En el Paraíso, en fin, Dante sigue ampliando su visión, llevándola hasta un nivel que en sus tiempos era de orden casi universal, pues habla con Justiniano del Imperio en general y de las luchas que impiden su conformación. Para el poeta el tema era crucial, pues consideraba que esa forma era mejor que la monarquía.
A través de la historia del águila imperial, el canto presenta una síntesis de la historia de Roma desde sus orígenes míticos (Eneas), hasta la urbe papal de los tiempos del poeta. De esa manera, Dante exprime su concepción de la historia, que no corresponde a una mera sucesión de eventos, sino que consiste en un proceso ordenado, que se organiza en torno al eje de la venida de Jesús, cuya vida y muerte inscriben indisolublemente las instituciones romanas. Con respecto a este punto central de la historia, tanto los eventos precedentes como los sucesivos adquieren un significado que trasciende su aparición como gestas virtuosas o actos violentos. En esta interpretación providencialista de la historia si basa el severo juicio de Justiniano sobre las luchas políticas de su tiempo.